# Arrivano i russi, arrivano i russi
Arrivano i russi, arrivano i russi (The Russians Are Coming, the Russians Are Coming) è un film di Norman Jewison del 1966.
Il film segna l'esordio cinematografico di Johnny Whitaker che con Brian Keith sarà da lì a poco protagonista della fortunata serie televisiva Tre nipoti e un maggiordomo (1966-71).

## Trama
In epoca di guerra fredda, di fobie ed isterismi sul "pericolo rosso", un sottomarino sovietico si arena per sbaglio nei pressi della piccola isola di Nantucket, di fronte a Boston; alcuni membri dell'equipaggio scendono a terra per cercare una barca allo scopo di rimorchiare il sottomarino fuori dalle secche, ma vengono scambiati per invasori scatenando involontariamente il panico.
Gli abitanti dell'isola si organizzano alla meglio per fronteggiare la presunta invasione, in un susseguirsi di gag e situazioni divertenti dove più che sui russi si fa ironia sul popolo americano e sulle sue paure, mostrando strani e buffi personaggi che cercano di fronteggiare i russi il cui unico desiderio è di ritornare a casa.
Alla fine di tante situazioni esilaranti si stringe un'amicizia tra i marinai russi e i cittadini del piccolo borgo americano: saranno proprio loro ad aiutare i marinai sovietici a riprendere il mare scortandoli con le loro piccole imbarcazioni per difenderli dall'aeronautica americana, nel frattempo allertata da un ignaro quanto buffo sergente in pensione.

## Riprese
Le riprese del film sono state effettuate principalmente in Massachusetts, ma anche nella Northern California.

## Riconoscimenti
- 1967 - Premio Oscar[2]
  - Candidatura Miglior film a Norman Jewison
  - Candidatura Miglior attore protagonista a Alan Arkin
  - Candidatura Migliore sceneggiatura non originale a William Rose
  - Candidatura Miglior montaggio a Hal Ashby e J. Terry Williams
- 1967 - Golden Globe
  - Miglior film commedia o musicale
  - Miglior attore in un film commedia o musicale a Alan Arkin
- 1967 - Premio BAFTA
  - Candidatura Miglior attore debuttante a Alan Arkin
  - Candidatura Un Award a Norman Jewison